# 2-га окрема бригада спеціального призначення (РФ)
2-га окрема гвардійська ордена Жукова бригада спеціального призначення (2 ОБрСпП, в/ч 64044) — військове формування Російської Федерації, підпорядковане Головному розвідувальному управлінню Генерального Штабу Російської Федерації.
Військовослужбовці бригади брали участь у вторгненні РФ до Криму та боях на Донбасі.

## Історія
Після розпаду СРСР у 1992 році   2-га окрема бригада спеціального призначення Радянської армії перейшла до складу Збройних сил Російської Федерації.

### Перша чеченська війна
У грудні 1994 року з урахуванням 2-ї окремої бригади спеціального призначення було створено зведений загін виконання бойових дій у Чечні під час наведення конституційного порядку. Основою для зведеного загону послужив 700-й окремий загін спеціального призначення (700-й загін), на комплектування якого було залучено всі 4 загони бригади (на той момент 177-й загін у Мурманській області не був розформований).
9 січня 1995 загін був відправлений до Чечні і до 18 січня прибув до Грозного.
Втрати загону за більш як 3 місяці бойових дій склали 3 бійця вбитими.
26 квітня 1995 року зведений загін був виведений із зони бойових дій і на початок травня повернувся до пункту постійної дислокації.

### Друга чеченська війна
У серпні 1999 року від 2-ї бригади було зібрано зведений загін до складу якого увійшли по одній розвідувальній роті від кожного з 3 загонів (70-го, 329-го та 700-го загонів). Штатна структура зведеного загону була аналогічною зведеному загону в першу чеченську війну, з повторенням тієї ж порядкової нумерації в назві — 700 ооСпП.
У вересні 1999 року 700-й загін брав участь у бойових діях у Новолакському районі Дагестану.
Станом на 1 січня 2000 року 700-й загін дислокувався в н.п. Ачхой-Мартан Чечні.
21 лютого у Чечні в бою під Шатоєм, потрапивши в засідку, загинуло 25 солдатів і офіцерів зі зведеного загону 2 ОБрСпП, а також 8 "піхотних" саперів і антикорегувальників, всього 33 бійця.

### Російсько-грузинська війна
Під час війни в Грузії підрозділи бригади виконували військові завдання в регіоні Самачабло Південної Осетії.

### Збройна агресія Росії проти України
Військовослужбовець бригади був нагороджений медаллю за операцію в Криму.
Кудерек Натпіт-оол, військовослужбовець строкової служби бригади, перебуваючи «у відрядженні» у 2014 році, виконував бойове завдання, приховане грифом секретності. За його власними словами, під час «відрядження» був ризик для життя. За виконання завдання був нагороджений орденом «За бойові відзнаки» і медаллю Суворова.
28 жовтня 2014 року, у відповідь на запит депутата РФ Льва Шлосберга щодо загиблих у липні-вересні військовослужбовців 2-ї бригади спеціального призначення і 76-ї десантно-штурмової дивізії, голова військової прокуратури РФ відповів, що подробиці розголошенню не підлягають.
З 2022 підрозділи бригади берут участь у повномасштабному вторгненні РФ в Україну. 27 лютого 2022 року, три роти бригади зайшли до Харкова. Згідно з розслідуванням The Insider, спецназ ГРУ РФ отримав наказ «об'єднатися з проросійськи налаштованими загонами місцевих жителів. Потім, згідно з бойовим завданням, потрібно було захопити будівлю міського управління СБУ та повісити російський прапор.» Російські військові у Харкові проросійських бойовиків не зустріли. Росіян заблокували вояки 92-ї бригади ЗСУ, спецназ поліції «Корд», загін «Омега» та бійці тероборони.
Водія одного з БТР росіян було взято в полон, інші сховалися в 134-й школі, де протягом 10 годин чекали на підкріплення. Українці по захопленій рації пропонували їм здатися та отримали відмову. Після цього група була знищена з танка. У школі почалася пожежа, солдати РФ, які вибігали, були вбиті або взяті в полон. Серед убитих були командир групи капітан Олександр Жихарєв та старший лейтенант Максим Серафімов, якого пропаганда РФ записала в командири замість Жихарєва та приписала подвиг «знищив 30 супротивників і накрив своїм тілом гранату». Усього росіяни зазнали втрат у 20 убитих, п'ятьох із загону взяли в полон місцеві жителі. Полонений сержант Максим Веретехін на допиті сказав, що «нам говорили, що буде, як у Криму».
Після боїв у Харківській області, 2-а бригада СпП на якийсь час зникла зі сторінок фронтових зведень, відзначившись лише на початку червня 2023 року в районі населеного пункту Нова Таволжанка у Бєлгородській області.

## Командування
- (2014) полковник Бушуєв Костянтин Семенович[9]

## Втрати
Відомі втрати бригади: